# ケラトサウルス
ケラトサウルス（Ceratosaurus）は、中生代ジュラ紀中期から後期 (約1億5,300万～約1億4,800万年前) にかけての現在の北アメリカ大陸とアフリカ大陸に生息していた獣脚類の恐竜の一種。竜盤目 - 獣脚亜目 - ケラトサウルス科に属する。属名は「角をもつトカゲ」を意味する。nasicornis種は北米で保存状態のよい化石が見つかっている模式種である。 ingns種は東アフリカ産で、dentisulcatus種及びmagnicornis種は共に北米産であり、いずれもnasicornis種よりも大型である。特にingns種は非常に大型だったことが推定されるも、化石が断片的であるため、ケラトサウルス属に含むことを疑問視する学説もある。

## 概要
体長約4.5~6メートルの中型肉食恐竜である。鼻の上にある角状の骨質の突起、眼窩上部にある瘤状の隆起、背面正中線上に並ぶ骨質の板などが目立つ特徴である。角状の突起を持つ獣脚類はいくつか知られているが、背面に骨板を持つ獣脚類はケラトサウルスのみである。
一般にケラトサウルスの特徴として広く知られているのが、学名の由来にもなった頭頂部の角（ケラト）である。しかし角という名称に反し、その厚みは薄くむしろ鶏冠に近い代物であった。こうした貧弱な“角”は、もっぱらライバルや異性へのディスプレイに使われた可能性が高い。こうした見掛け倒しの飾りは多くの獣脚類に見られたものの、ケラトサウルスの子孫筋であるアベリサウルス科は、実戦に耐えうる頑丈な角を獲得していた。ケラトサウルスの頭骨化石を見ると、角の部分にシワのような凹凸が見られるので、角の表面を角質(ケラチン)が覆っていた可能性もあるが、化石の証拠は見つかっていない。
こうした貧弱な角よりも本種の特徴を際立たせているのが、体格に見合わぬほどに発達したサーベル状の上顎歯である。この歯は自身より巨大なアロサウルスよりも長く、類縁関係のあるアベリサウルス科よりも遠縁のカルカロドントサウルス科に酷似しており、獲物へ致命的な裂傷を与えることが出来た。そのためケラトサウルスは中型(全長6〜7m)ながら、やや大きめの竜脚類などを獲物を標的としていた可能性もある。これらを踏まえると、ケラトサウルスはアパトサウルスの子供や亜成体を集中的に狙っていたのかもしれない。この歯は口を閉じると下顎からはみ出すほど長いため、近年獣脚類復元で主流となっている"クチビル復元"がこの恐竜に適切でない可能性を示している。
前肢には4本の指があるものの、爪が生えていたのは3本目までで、第四指は痕跡程度しかなかったと考えられている。尾は柔軟な構造で幅広く厚みがあった。この尾は後のテタヌラ下目よりも柔軟性に優れていたため、古生物学者のロバート・バッカーは、「ケラトサウルスが半水棲だったのではないか？」と指摘している。が、これには異論も多い。
かつてカルノサウルス類とされ、アロサウルスと同一種（異なる点は性差によるもの）と考えられていたこともあったが、異なる点がさまざまあり、近年新たに分類しなおされた。G・ポールによれば、アロサウルスと比較して小柄ではあるものの、歯は薄く切れ味がよく、手足の爪はアロサウルスに比べて鋭かったといわれている。

ヒトとの大きさ比較
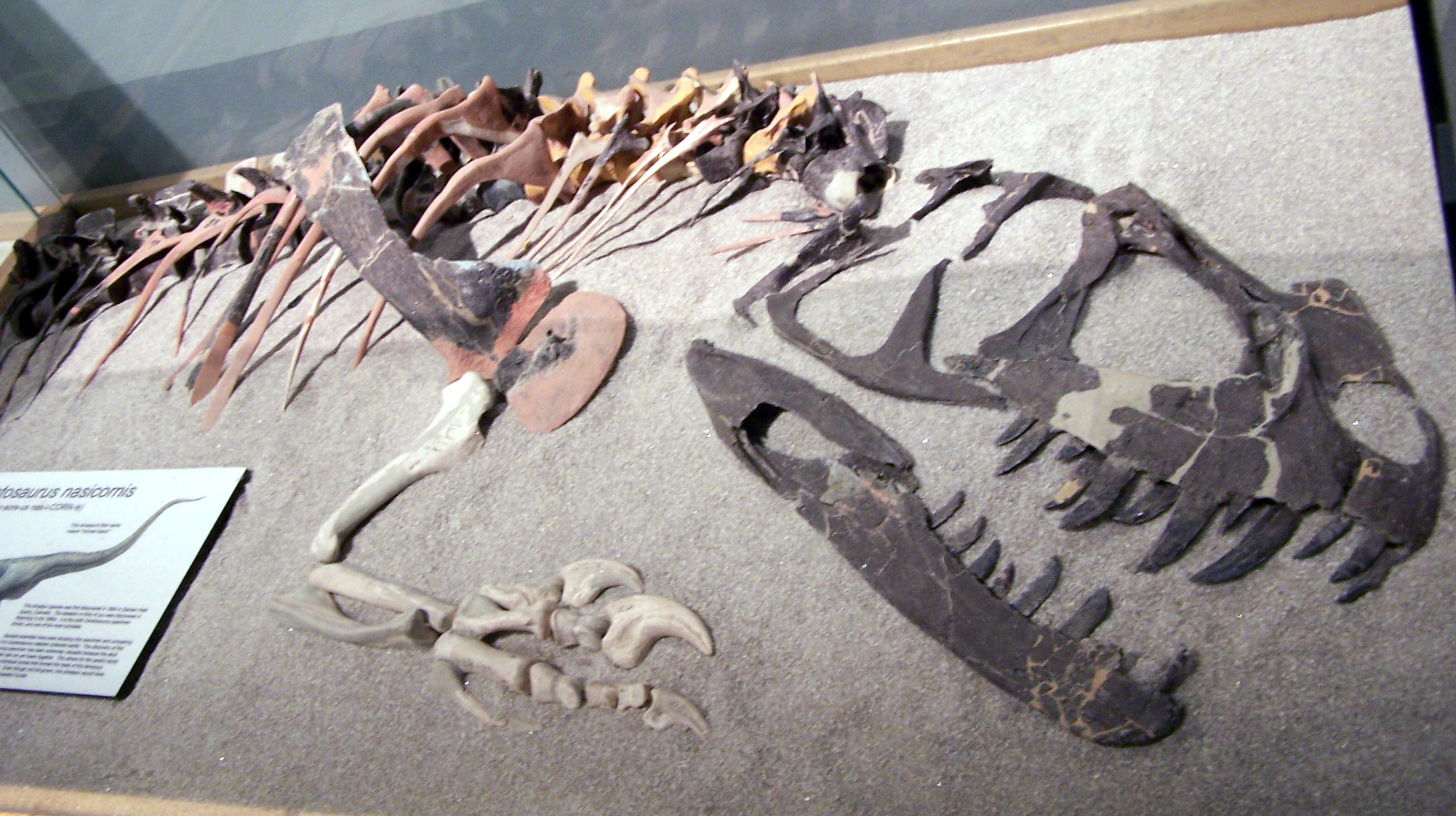
部分化石。
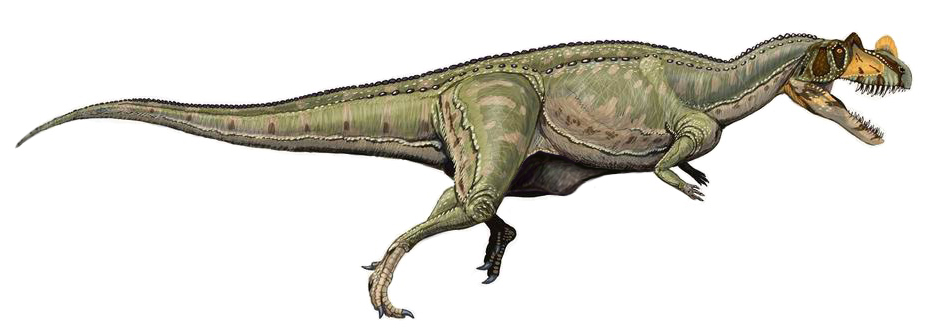
C. nasicornis 想像図。